# کامیلا گافورزیانوا
کامیلا گافورزیانوا (روسی: Камилла Юсуфовна Гафурзянова؛ زادهٔ ۱۸ may ۱۹۸۸ (۳۶ سال)) ورزشکار شمشیربازی اهل روسیه است.
وی در مسابقات کشوری و بین‌المللی در مجموع برندهٔ ۲ مدال نقره شده‌است.